# Mešita v Larabanze
Mešita v Larabanze je pravděpodobně nejstarší mešitou v Ghaně. Je postavena v tzv. súdánsko-sahelském stylu.
Postavena byla roku 1421 a od roku 2001 je na Seznamu světového dědictví UNESCO. 
 Stavebním materiálem je proutí a mazanice. Ze stěn vystupují opěrné kůly. Její součástí jsou dvě věže pyramidálního tvaru. Roku 2002 byla mešita rekonstruována, byl obnoven mihráb a znovupostaven zřícený minaret.